# 朱承爚
蜀康王朱承爚（1524年—1558年），明朝第十代蜀王，成王朱讓栩庶第三子。
嘉靖八年（1529年）五月，其母杜宫人被扶正为蜀王继妃。因两位兄长都夭折，朱承爚成为事实上的嫡长子，并在嘉靖十三年（1534年）十二月受封蜀世子。嘉靖十九年（1540年）十二月，常氏被册封为蜀世子妃，次年与朱承爚成婚。
嘉靖二十七年（1548年）七月，朱承爚上疏朝廷，称王府财政困难，援引伊王朱典楧之例请求提前袭封，嘉靖二十八年（1549年）得以襲封蜀王。
岷江水患，朱承爚捐助铁上万斤、金银数百两，支助朝廷维护水利设施，并派长史携带布帛、美酒、牛羊犒劳工人。嘉靖二十九年（1550年）四月，朱承爚派人赴京进献川扇，明世宗赐银二百两，红罗衣一袭。
他在位九年。嘉靖三十七年（1558年）朱承爚去世，三年後的嘉靖四十年（1561年）其子端王朱宣圻嗣位。